# Dicranophragma (Dicranophragma) perlatum
Dicranophragma (Dicranophragma) perlatum is een tweevleugelige uit de familie steltmuggen (Limoniidae). De soort komt voor in het Palearctisch gebied.